# Thomas Ransford
Pour les articles homonymes, voir Ransford.
Thomas Ransford (1958-, Londres) est un mathématicien anglais naturalisé canadien.

## Biographie
Thomas Ransford est un chercheur et un professeur à l'Université Laval.  Il détient une chaire de recherche du Canada en théorie spectrale et en analyse complexe.  De 1983 à 1987, il était fellow de du Trinity College de l'université de Cambridge.

## Publications
- Analytic multivalued functions. 1984. Thèse de doctorat, université de Cambridge (OCLC 85058363)
- Potential theory in the complex plane. 1995. (OCLC 490145830)
- A Primer on the Dirichlet Space. Omar El-Fallah, Karim Kellay, Javad Mashreghi et Thomas Ransford. 2014.  Cambridge University Press (OCLC 871763996)